# 艾尔德泰莱克
艾尔德泰莱克，是匈牙利赫维什州所辖的一个村。总面积44.90平方公里，总人口3242，人口密度72.2人/平方公里（2011年1月1日）。